# ピンク・レディー ベスト・ヒット・アルバム (1977年版)
『ピンク・レディー ベスト・ヒット・アルバム』はピンク・レディーのベスト・アルバム。

## 内容
1977年4枚目のアルバムで、自身初のベストアルバム。シングル「UFO」と同時発売。
95万枚を売り上げた。
2003年6月4日には同一内容でダブル紙ジャケット仕様のCD版として、それ以降に発売されたシングルA面曲集（同時発売の「UFO (シングルバージョン)」を含む）との2枚組で再発売され、2022年9月21日には同2003年版ダブル紙ジャケット仕様CD版と同一の内容のままSHM-CD化されて再々発売、およびDL版も発売された。

## 収録曲

### LP・CT版
- Side-A

1. UFO (アルバムバージョン)
2. レディーX (アルバムバージョン)
3. ウォンテッド (指名手配)
4. 逃げろお嬢さん
5. 渚のシンドバッド
6. パパイヤ軍団
7. ゆううつ日

- Side-B

1. カルメン'77
2. パイプの怪人
3. S・O・S
4. ピンクの林檎
5. ペッパー警部
6. 乾杯お嬢さん
7. インスピレーション

### CD・SHM-CD・DL版
- Disc-1

1. UFO(アルバムバージョン)
2. レディーX(アルバムバージョン)
3. ウォンテッド (指名手配)
4. 逃げろお嬢さん
5. 渚のシンドバッド
6. パパイヤ軍団
7. ゆううつ日
8. カルメン'77
9. パイプの怪人
10. S・O・S
11. ピンクの林檎
12. ペッパー警部
13. 乾杯お嬢さん
14. インスピレーション

- Disc-2

1. UFO（シングルバージョン）
2. サウスポー
3. モンスター
4. 透明人間
5. カメレオン・アーミー
6. ジパング
7. ピンク・タイフーン (In The Navy)
8. 波乗りパイレーツ（日本吹込盤）
9. Kiss In The Dark
10. マンデー・モナリザ・クラブ
11. DO YOUR BEST
12. 愛・GIRI GIRI
13. 世界英雄史
14. うたかた
15. リメンバー (フェーム)
16. Last Pretender
17. OH!